# Morges
Morges je město na jihozápadě Švýcarska v kantonu Vaud. Leží na břehu Ženevského jezera a je sídlem stejnojmenného okresu. Žije zde přibližně 16 tisíc obyvatel.

## Geografie

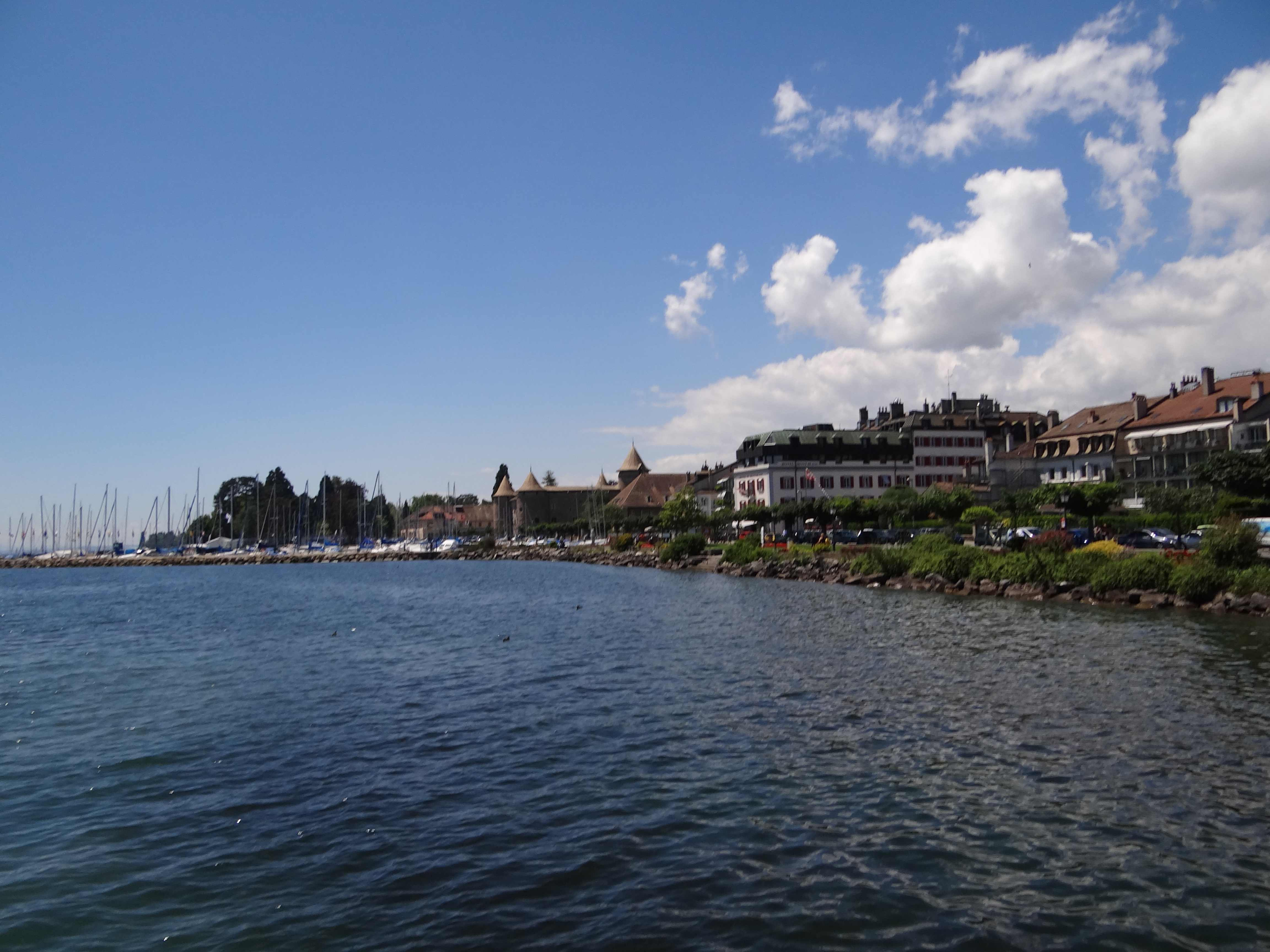
Pohled na nábřeží jezera v Morges

Morges leží v nadmořské výšce 374 m, vzdušnou čarou 10 km západně od hlavního města kantonu, Lausanne. Město se rozkládá podél severního břehu Ženevského jezera, východně od ústí stejnojmenné řeky Morges, ve střední části kantonu Vaud.
Území obce o rozloze 3,9 km² zahrnuje část na severním břehu Ženevského jezera. Území obce se táhne od břehu jezera na sever přes rovinaté pobřeží až ke svahům okolních kopců. Centrální část tvoří náplavový kužel řeky Morges, který je mírně vysunutý do Ženevského jezera. Na západ od jeho ústí se území rozkládá až k terase u Tolochenaz. Na severu patří k Morges svahy náhorní plošiny Echichens, kde je nejvyšší bod městské části ve výšce 468 m nad mořem. Východní hranici tvoří ústí potoka Bief. V roce 1997 tvořila 72 % území obce zastavěná plocha, 4 % lesy a lesní pozemky, 23 % zemědělství a o něco méně než 1 % neproduktivní půda.
Morges zahrnuje rozsáhlé nové obytné čtvrti a komerční zóny a také vesnici Marcelin (428 m n. m.) na jižním svahu náhorní plošiny Echichens. Sousedními obcemi jsou Chigny, Echichens, Lonay, Préverenges,  Tolochenaz, Vufflens-le-Château a francouzská obec Publier; město sousedí s Francií přes Ženevské jezero.
Město se dělí na staré město na břehu jezera, novější čtvrti mezi starým městem a železniční tratí a okrajové obytné čtvrti severně od hlavní železniční trati a dálnice. Dnes se osídlená oblast Morges plynule rozrostla společně s obcemi Tolochenaz, Lonay a Préverenges.

## Historie

Morges počátkem 19. století

Osídlení v okolí Morges lze vysledovat až do doby bronzové, tj. do doby kolem roku 3000 př. n. l. Grande Cité, založené kolem roku 1030 př. n. l., se údajně brzy rozrostlo na 2000 obyvatel, kteří žili v dřevěných kůlových obydlích přímo u jezera.
Ještě ve 13. století město tvořilo jen několik domů na břehu jezera. Stavba hradu Morges byla zahájena v roce 1286 za vlády Ludvíka I. Savojského. Založení tržního města Savojskými mělo za cíl čelit rozšiřování moci biskupů z Lausanne. Savojští chtěli také ovládnout obchodní cestu mezi Lausanne a Ženevou a vytvořit na Ženevském jezeře nové obchodní centrum lodní dopravy. První písemná zmínka pochází z roku 1288 ve slovním spojení tempore quo Morgia constructa est („v době, kdy bylo Morges založeno“). Podle staršího názoru, který pochází od Johanna Ulricha Hubschmieda, je název místa odvozen od hypotetického keltského *morga („hranice“); výklad, který později přijali jazykovědci Theodora Geigerová, Bruno Boesch a Wulf Müller, odvozuje název od indoevropského *mer(e)g- a podobného („bažina, bažinatá řeka“). Název obce je tedy sekundárně odvozen od názvu vodního útvaru.

Letecký pohled (1964)

Tržní městečko severovýchodně od hradu získalo od svého založení městská práva. Morges bylo v letech 1359–1536 dočasným sídlem savojských hrabat a vévodů. Po dobytí Vaudu Bernem v roce 1536 se Morges stalo hlavním městem a hrad oficiálním sídlem stejnojmenného panství. V bernském období zahrnovalo panství Morges území dnešního okresu Morges a dále okresy Cossonay a Rolle a část okresu Aubonne. Morges zažívalo v 17. a 18. století hospodářský rozmach jako významné obchodní centrum a sídlo bernské flotily u Ženevského jezera. V roce 1672 zde byla založena námořní škola a v letech 1691–1696 byl pro námořnictvo pod dohledem Bernu vybudován přístav o rozloze 16 000 m².
Po pádu Staré konfederace patřilo město v letech 1798–1803 v období helvétského státu ke kantonu Léman, který byl následně po vstupu v platnost Ústavy o zprostředkování sloučen s kantonem Vaud. V roce 1798 se město stalo hlavním městem okresu Morges. Další vzestup nastal v průběhu 19. století s napojením na švýcarskou železniční síť.
Dne 29. dubna 1961 byl v Morges podepsán tzv. Morgeský manifest, který vedl k založení Světového fondu na ochranu přírody (WWF). V Morges byla také otevřena první kancelář WWF (11. září 1961). V současnosti fond sídlí v nedalekém městě Gland.

## Obyvatelstvo
| Vývoj počtu obyvatel | Vývoj počtu obyvatel | Vývoj počtu obyvatel | Vývoj počtu obyvatel | Vývoj počtu obyvatel | Vývoj počtu obyvatel | Vývoj počtu obyvatel | Vývoj počtu obyvatel | Vývoj počtu obyvatel | Vývoj počtu obyvatel | Vývoj počtu obyvatel | Vývoj počtu obyvatel | Vývoj počtu obyvatel | Vývoj počtu obyvatel | Vývoj počtu obyvatel | Vývoj počtu obyvatel | Vývoj počtu obyvatel | Vývoj počtu obyvatel | Vývoj počtu obyvatel |
| -------------------- | -------------------- | -------------------- | -------------------- | -------------------- | -------------------- | -------------------- | -------------------- | -------------------- | -------------------- | -------------------- | -------------------- | -------------------- | -------------------- | -------------------- | -------------------- | -------------------- | -------------------- | -------------------- |
| Rok                  | 1850                 | 1860                 | 1870                 | 1880                 | 1888                 | 1900                 | 1910                 | 1920                 | 1930                 | 1941                 | 1950                 | 1960                 | 1970                 | 1980                 | 1990                 | 2000                 | 2010                 | 2015                 |
| Počet obyvatel       | 3241                 | 3627                 | 3806                 | 3936                 | 4052                 | 4421                 | 4564                 | 4672                 | 5047                 | 5689                 | 6456                 | 8420                 | 11931                | 13057                | 13891                | 14154                | 14744                | 15676                |

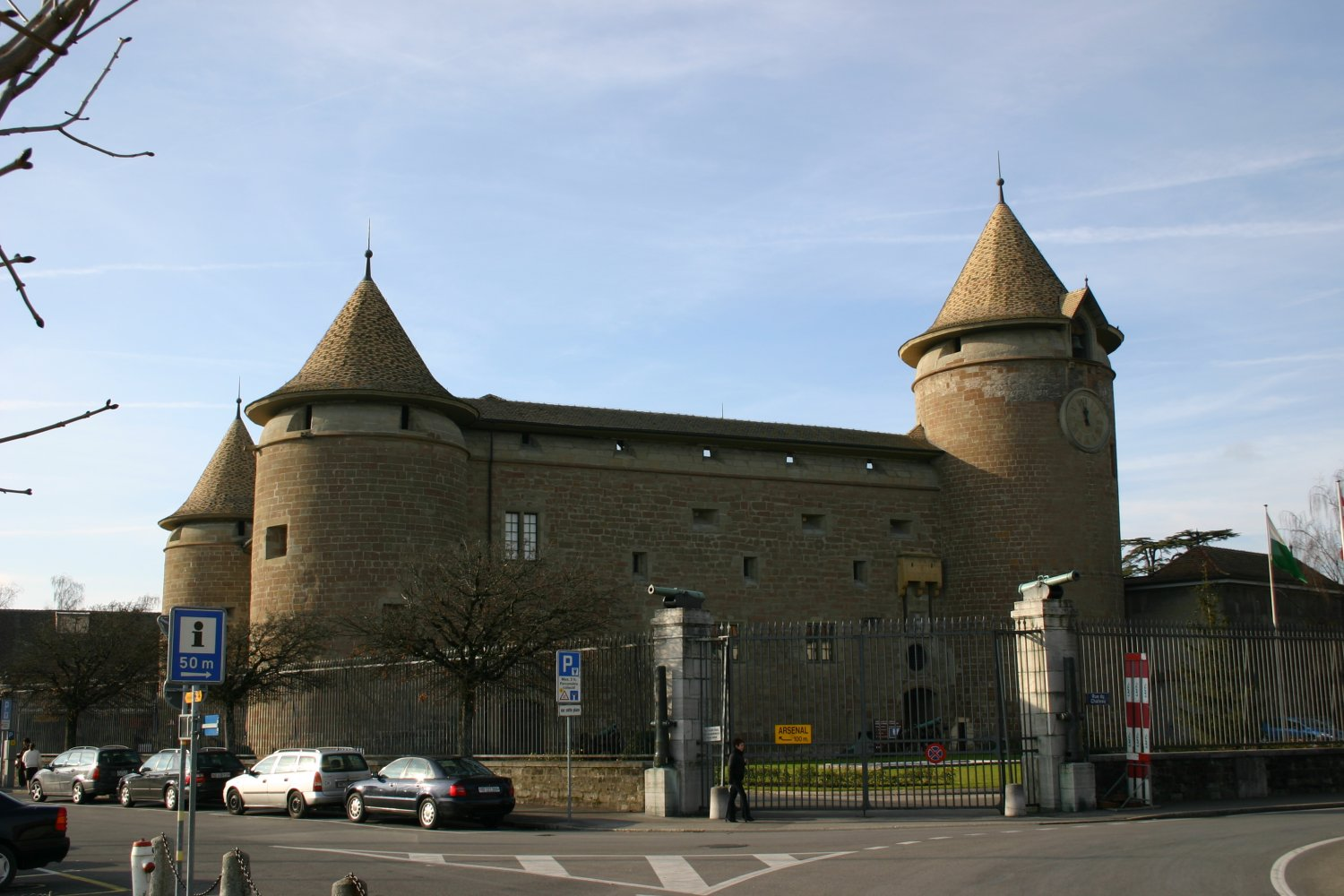
Zámek Morges

Z celkového počtu obyvatel je 82,3 % francouzsky mluvících, 4,3 % německy mluvících a 4,0 % italsky mluvících (stav v roce 2000). V roce 1900 žilo v Morges celkem 4421 obyvatel. V průběhu 20. století počet obyvatel neustále rostl a za posledních 45 let se zdvojnásobil.

## Hospodářství
V současné době má město Morges pouze malý podíl zemědělské půdy (přibližně 20 %). Významné jsou rozsáhlé vinice na jižním svahu náhorní plošiny Echichens, která je optimálně vystavena slunci. Přibližně pouze 2 % pracovní síly v Morges získávají své příjmy v primárním hospodářském sektoru.
Po vybudování kanálu Entreroches v 17. století se Morges stalo významným obchodním a překladištním centrem na severním břehu Ženevského jezera pro zboží, jako je sůl, obilí, víno a cihly. V letech 1873–1889 se v areálu přístavu nacházela loděnice společnosti Compagnie Générale de Navigation (CGN), která byla poté přemístěna do Ouchy (Lausanne).
Zakládání nových průmyslových podniků a rozšiřování průmyslových zón začalo v 60. letech 20. století s výstavbou dálnice. Mezi nejdůležitější průmyslová odvětví patří potravinářský průmysl, kovové konstrukce a strojírenství. Mezi místní podniky patří Friderici SA, která se specializuje na mezinárodní dopravu, Friederich SA (strojírenství) a slévárna Neeser.
Řada dalších pracovních míst je k dispozici v sektoru služeb, včetně okresní a městské správy, okresní nemocnice a cestovního ruchu. Od roku 1990 sídlí ve městě Centre informatique et électronique de Morges (CIEM).

## Doprava

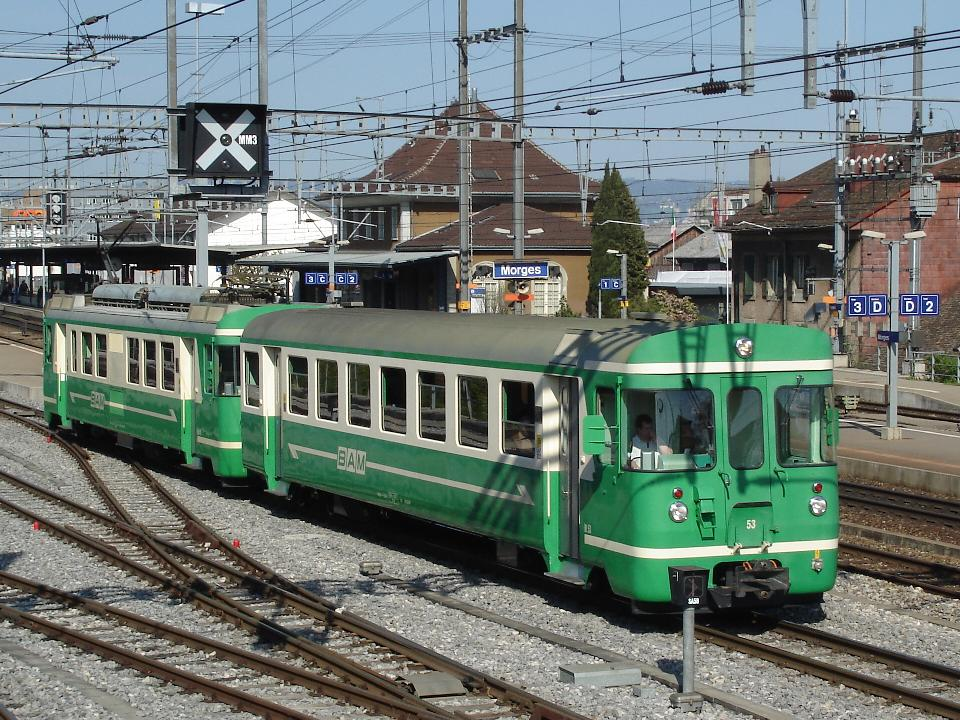
Vlak úzkorozchodné dráhy Bière – Apples – Morges

Obec má výborné dopravní spojení. Leží na hlavní silnici č. 1 vedoucí ze Ženevy podél břehu jezera do Lausanne. U Morges se odpojují hlavní silnice do Cossonay a Bière. S výstavbou dálnice A1 (Ženeva–Lausanne), která byla otevřena v roce 1964, se území obce rozdělilo na dvě části. Na území obce se nachází sjezd Morges-Ouest a částečně také sjezd Morges-Est dálnice A1.
První železniční trať dorazila do Morges 1. července 1855 otevřením trati Renens–Morges. Přibližně o tři roky později, 14. dubna 1858, bylo otevřeno západní pokračování do Coppet. Po otevření celé trati z Lausanne do Ženevy v roce 1858 se zastavila dříve významná obchodní lodní doprava na Ženevském jezeře. Nádraží Morges je také výchozím bodem úzkorozchodné trati Bière – Apples – Morges, která byla otevřena 1. července 1895.
Četné autobusové linky, které začínají na nádraží Morges, zajišťují spojení od vlaků do okrajových částí města a okolních obcí. Autobusové spojení je zajištěno s Ecublens, Apples, Lavigny, Cossonay a (v určitých obdobích) s Le Pont v údolí Vallée de Joux. Morges je také důležitou stanicí osobních lodí na Ženevském jezeře.

## Osobnosti
- Markéta Savojská (1420–1479), neapolská královna
- Fernán Caballero (1796–1877), prozaička
- Patrick Moraz (* 1948), hudebník
- Jacques-Étienne Bovard (* 1961), spisovatel
- Yann Sommer (* 1988), fotbalový brankář
- Yannick Weber (* 1988), lední hokejista
- Nikola Vučević (* 1990), basketbalista

## Partnerská města
- Vertou, Francie
- Rochefort, Belgie